# Индекс автомобильных номеров Черногории
Регистрационные номерные знаки Черногории используются для учёта транспортных средств. Устанавливаются как спереди, так и сзади.
В настоящее время использующиеся в Черногории номера представляют собой чёрные буквы на белом фоне, с синей полоской слева, содержащий трёхбуквенный код страны — MNE (MonteNEgro). Установленный формат — 520 × 110 мм (кроме мотоциклов). В случае невозможности крепления номера данного формата возможен также вариант 340 × 220 мм. Синяя полоска, очевидно, взята со стандарта на автомобильные номера стран ЕС, однако, до тех пор, пока Черногория не является его членом, на полоске отсутствуют желтые звезды флага Евросоюза.
Выдача началась с 6 июня 2008 года в 2009 полностью заменила старые номера югославского образца. Новый формат создан в соответствии с нормами Евросоюза.
Полицейские транспортные средства имеют регистрационные номера синего цвета, военные — зелёного. Транспорт, принадлежащий дипломатическому корпусу, имеет номера различного формата. Муниципальный код и герб страны на них отсутствует, буквы жёлтого цвета как правило нанесены на чёрный фон.
В отличие от старых югославских номеров, новые имеют свой буквенный код для каждого муниципального объекта (кроме Плужина).
Ранее использовались лишь следующие: Андриевица, Даниловград, Колашин, Мойковац, Плав, Рожае, Шавник, Тиват и Жабляк.
Черногорские номера в алфавитном порядке по административному делению Черногории:
| Код | Город           |
| --- | --------------- |
| AN  | Андриевица      |
| BA  | Беране          |
| BD  | Будва           |
| BP  | Биело-Поле      |
| BR  | Бар             |
| CT  | Цетине          |
| DG  | Даниловград     |
| GS  | Гусинье         |
| HN  | Херцег-Нови     |
| KL  | Колашин         |
| KO  | Котор           |
| MK  | Мойковац        |
| NK  | Никшич, Плужине |
| PG  | Подгорица       |
| PL  | Плав            |
| PT  | Петньица        |
| PV  | Плевля          |
| RO  | Рожае           |
| ŠN  | Шавник          |
| TV  | Тиват           |
| UL  | Улцинь          |
| ŽB  | Жабляк          |